# Lijst van rijksmonumenten in Ten Boer (plaats)
De plaats Ten Boer telt 12 inschrijvingen in het rijksmonumentenregister. Hieronder een overzicht. 
| Object                                                                                             | Oorspronkelijke functie?  | Bouwjaar                                                                                              | Architect                        | Locatie               | Coördinaten?                  | Nr.?   | Afbeelding                                                                        |
| -------------------------------------------------------------------------------------------------- | ------------------------- | --- | -------------------------------- | --------------------- | ----------------------------- | ------ | --------------------------------------------------------------------------------- |
| Voorm. tolgaardershuisje                                                                           | Overheidsgebouw           | mog. ca. 1860                                                                                         |                                  | Boersterweg 12        | 53° 16' 48" NB, 6° 41' 27" OL | 9774   | Meer afbeeldingen                                                                 |
| De Widde Meuln                                                                                     | Industrie- en poldermolen | 1839 1935-'36 (onttakeling) 2004-'07 (rest.)                                                          |                                  | Boltweg 16            | 53° 16' 22" NB, 6° 41' 56" OL | 9775   | Meer afbeeldingen                                                                 |
| Grote boerderij met voorhuis onder zadeldak tussen afgeknotte topgevels (sinds 1977: gemeentehuis) | Boerderij                 | ca. 1870                                                                                              |                                  | H. Westerstraat 26    | 53° 16' 33" NB, 6° 41' 35" OL | 9776   | Meer afbeeldingen                                                                 |
| Eenvoudig pand onder zadeldak tegen brede topgevel met hoge schuur onder zadeldak                  | Woonhuis                  | mog. 18e eeuw                                                                                         |                                  | H. Westerstraat 13    | 53° 16' 33" NB, 6° 41' 31" OL | 9777   | Eenvoudig pand onder zadeldak tegen brede topgevel met hoge schuur onder zadeldak |
| Grote boerderij met onderkelderd voorhuis onder schilddak                                          | Boerderij                 | ca. 1860                                                                                              |                                  | H. Westerstraat 24    | 53° 16' 31" NB, 6° 41' 32" OL | 9778   | Meer afbeeldingen                                                                 |
| Hervormde kerk (Kloosterkerk)                                                                      | Kerk en kerkonderdeel     | 1250-1275 1565 (herst.) 1618 (verb.) 1810 (dakruiter) 1906 (rest.) 1979-'81 (rest.)                   | P.L. de Vrieze (1979-'81)        | Kerkpad 4             | 53° 16' 34" NB, 6° 41' 31" OL | 9779   | Meer afbeeldingen                                                                 |
| Bovenrijge                                                                                         | Industrie- en poldermolen | 1903 1976 (instorting) 1985-'89 (herb.)                                                               | G. van Dijk Medendorp (1985-'89) | Boltweg 18a           | 53° 16' 19" NB, 6° 41' 53" OL | 9793   | Meer afbeeldingen                                                                 |
| Terrein met een wierde en resten van een klooster                                                  | Archeologisch monument    | ca. begin jaartelling (wierde) middeleeuwen (klooster)                                                |                                  | H. Westerstraat       | 53° 16' 32" NB, 6° 41' 31" OL | 45721  | Upload foto                                                                       |
| Reddinckhof                                                                                        | Werk-woonhuis             | 1906                                                                                                  |                                  | Gaykingastraat 19     | 53° 16' 32" NB, 6° 41' 52" OL | 508668 | Upload foto                                                                       |
| Reddinckhof, koetshuis                                                                             | Bijgebouwen kastelen enz. | 19e eeuw 1906 (verb.)                                                                                 |                                  | bij Gaykingastraat 19 | 53° 16' 32" NB, 6° 41' 52" OL | 508669 | Upload foto                                                                       |
| Oosterdijkshornerverlaat                                                                           | Waterkering en -doorlaat  | 1839 (sluiskolk) 1884 (west. beschoeiing) 1928 (heftorens, oost. beschoeiing) 1986 (bedieningshuisje) |                                  | bij Wolddijk 7        | 53° 17' 13" NB, 6° 42' 17" OL | 508670 | Meer afbeeldingen                                                                 |